# Filakit Gereger
Filakit Gereger zapravo su dva naselja Filakit (novije naselje na magistralnoj cesti Adis Abeba - Gondar) i Geregera (starije naselje, zvano i Geregera Giorgis udaljeno par kilometara) u sjevernoj Etiopiji. Nalazi se u Zoni Semien Volo u Regiji Amhara, na nadmorskoj visini od 2865 metara. Filakit Gereger je upravno sjedište worede Meket.
Filakit Gereger udaljen je oko 220 km od Bahir Dara u pravcu zapada, 272 km od Gondara u pravcu sjevero zapada, te oko 598 od Adis Abebe u pravcu juga.

## Povijest
Najraniji zapis o Geregeri je onaj iz Kraljevske kronike etipskog cara Suseniosa I., koji se tu zaustavio na svom vojnom pohodu protiv pobune koju je protiv njega podigao Jonael 1620. U Geregeri se zaustavio i car Ivan I. Etiopski na svom povratku iz Aringa, 1677. Krajem 18. stoljeća Gereger je bio sjedište Pokrajine Bedžemdar, u kojem je stolovao i umro 1788. ras Ali
Od 1964., Geregera je upravno središte tadašnje worede Šedeho Mekiet.

## Stanovništvo
Prema podacima Središnje statističke agencije Etiopije za 2005. Filakit Gereger imao je ukupno 5,517 stanovnika, od toga su njih 2,623 bili muškarci, a 2,894 bile su žene.